# Đông Thạnh, Cần Giuộc
Đông Thạnh là một xã thuộc huyện Cần Giuộc, tỉnh Long An, Việt Nam.

## Địa lý
Xã Đông Thạnh nằm ở phía nam huyện Cần Giuộc, có vị trí địa lý:
- Phía đông giáp xã Tân Tập
- Phía tây giáp xã Long Phụng
- Phía nam giáp huyện Cần Đước với ranh giới là sông Cần Giuộc
- Phía bắc giáp các xã Phước Vĩnh Tây và Phước Vĩnh Đông.

Xã có diện tích 13,72 km², dân số năm 1999 là 9.719 người, mật độ dân số đạt 708 người/km².

## Hành chính
Xã được chia thành 6 ấp: Tân Quang 1, Tân Quang 2, Bắc, Trung, Nam, Tây.